# Acrosaleniidae
Famille
Les Acrosaleniidae  sont une famille éteinte d'oursins, de l'ordre des Salenioida.

## Description
Ce sont des oursins de forme sub-hémisphérique, avec la bouche au centre de la face orale et l'anus au sommet. Ce sont cependant des oursins irréguliers, pourvus d'un avant et d'un arrière : le périprocte, s'il est en position apicale, est légèrement déporté antérieurement. Tout l'apex est recouvert d'un ensemble de plaques suranales caractéristiques. Les tubercules primaires et secondaires sont perforés et crénulés, et supportent de très longues radioles primaires robustes.

## Période
Cette famille a vécu du Jurassique inférieur (Hettangien-Sinémurien) au Crétacé inférieur (Valanginien). On en trouve des fossiles en Europe, Afrique et à Madagascar.

## Systématique
- La famille des Acrosaleniidae a été décrite par le naturaliste William King Gregory en 1900[2].
- Le genre type pour la famille est Acrosalenia L. Agassiz, 1840.

### Taxinomie
Liste des genres
- † Acrosalenia L. Agassiz, 1840b
- † Heterosalenia Cotteau, 1861
- † Metacrosalenia Currie, 1925
- † Milnia Haime, 1849
- † Polysalenia Mortensen, 1932
- † Prosalenia Vadet, Nicolleau & Pineau, 1996